# Louis-Gabriel Michaud
 (février 2024).
Si vous disposez d'ouvrages ou d'articles de référence ou si vous connaissez des sites web de qualité traitant du thème abordé ici, merci de compléter l'article en donnant les références utiles à sa vérifiabilité et en les liant à la section « Notes et références ».
Pour les articles homonymes, voir Michaud.
Louis-Gabriel Michaud, né le 19 janvier 1773 au château de Richemont et mort le 8 mars 1858 à Neuilly-sur-Seine, est un écrivain, imprimeur et libraire français.

## Éléments biographiques
Il est breveté sous-lieutenant le 15 juillet 1791 et rejoint le régiment Deux-Ponts. Il prend part aux batailles de Valmy et Jemmapes. Ayant atteint le grade de capitaine au 102e régiment de Ligne, il quitte l’armée pour raison de santé et fonde en 1797, avec son frère Joseph-François Michaud et N. Giguet (mort en 1810), une imprimerie, d’abord clandestine, spécialisée dans l'impression d'ouvrages religieux ou monarchistes.
Il avait été emprisonné plusieurs mois en 1799, ainsi que son frère et N. Giguet, pour avoir imprimé un écrit antibonapartiste.
Il obtient de l’abbé Delille, réfugié à Londres, qu’il lui confie ses ouvrages qu’il cherchait à faire imprimer, ce qui constitue son premier fonds.
Il est élu le 23 avril 1820 à l'Académie des sciences, belles-lettres et arts de Savoie, avec pour titre académique Effectif (titulaire).

## LaBiographie universelle

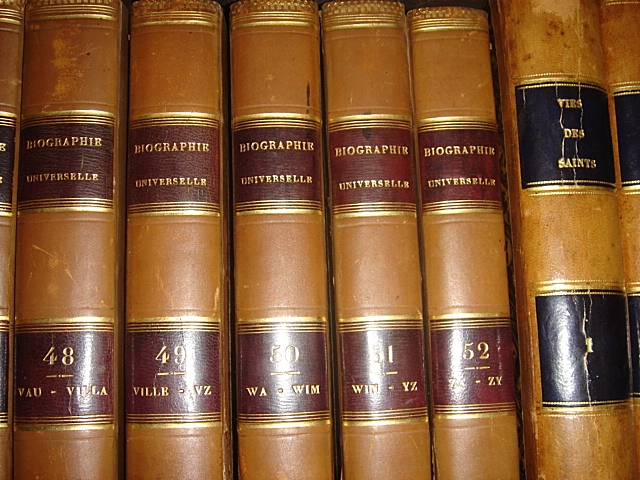
Édition de 1810 : les derniers volumes.

En 1802, il publie une Biographie de tous les hommes morts et vivants ayant marqué, à la fin du XVIIIe siècle et au cours de celui actuel par leurs rangs, leurs emplois, leurs talents, leurs écrits, leurs malheurs, leurs vertus, leurs crimes, etc. en 4 volumes, prétendument imprimés à Breslau et Leipzig, ce qui lui attire une nouvelle fois les foudres du parquet. C'est probablement cette expérience qui l'amène par la suite à envisager la Biographie universelle ancienne et moderne à laquelle son frère participe au début, ainsi que de nombreux autres auteurs.
Il est breveté imprimeur en janvier 1811 et libraire en octobre 1812.
En 1823, il est nommé directeur de l’Imprimerie royale mais ne le reste que peu de temps. Ayant joué un rôle important dans le retour de Louis XVIII, il n'est récompensé que de la Légion d'honneur et en tire une certaine amertume, étant opposé à la politique « libérale » du roi.
Il est l'auteur d'ouvrages historiques, en particulier le Tableau historique et raisonné des premières guerres de Bonaparte 1814 ; il a été rédacteur de plusieurs journaux royalistes et préfacier des ouvrages qu'il a imprimés ; il reste surtout connu comme l'éditeur, en 1811, de la Biographie universelle, dont il a rédigé de très nombreux articles.
Il contribue aussi à la réédition de cet ouvrage en 45 volumes, beaucoup plus étoffé que le premier ; toutefois ce dernier n'est publié qu'après sa mort, en 1843[à vérifier].

## Œuvres
Outre de nombreuses préfaces pour les ouvrages qu'il a imprimés, Louis-Gabriel Michaud a publié :
- Biographie moderne ou des hommes vivants, 1802
- Biographie universelle ancienne et moderne : histoire par ordre alphabétique de la vie publique et privée de tous les hommes, 1811  1re édition en 85 volumes avec les suppléments
- Tableau historique et raisonné des premières guerres de Bonaparte, 1814
- Biographie universelle ancienne et moderne : histoire par ordre alphabétique de la vie publique et privée de tous les hommes, 2e édition en 45 volumes, 1843